# Оттук (Тонский район)
Оттук (кирг. Оттук) — село в Тонском районе Иссык-Кульской области Кыргызстана. Административный центр Улаколского аильного округа. Код СОАТЕ — 41702 220 825 01 0.

## Население
По данным переписи 2009 года, в селе проживал 1581 человек.